# 동맥류
동맥류(動脈瘤)는 동맥 벽의 일부가 어떤 요인으로 얇아지고 그 혈관이 팽창함으로써 발병하는 심장혈관 질환이다.

## 원인
아직까지 명확히 밝혀진 점은 없지만, 가장 큰 원인으로 혈관의 특정한 부위에 지속적인 압력이 가해져, 혈관이 약해져서 생기는 것으로 보인다. 흡연과 음주 등으로 인한 동맥경화도 뇌동맥류 등의 질환을 유발시키는 것으로 보고되었다.

## 종류
뇌동맥류, 대동맥류, 쇄골 동맥류 등으로 나뉘며, 치료법 또한 미묘하게 다르다.

### 뇌동맥류
뇌혈관에 발생하는 동맥류로, 치료의 경우 코일 색전술이나 결착술 등을 많이 이용한다, 파열될 경우 25%정도의 치사율을 보이며, 신경계 후유증을 발생시킬 확률이 높다.

## 기타
비슷한 질환이 정맥 혈관에 생긴 경우 정맥류라고 한다.